# Орландо, Джонни
Джон Винсент Орландо (англ. John Vincent Orlando; род. 24 января 2003, Миссиссога, Онтарио, Канада) — канадский певец, автор песен, видеоблогер, актёр и автор озвучивания.

## Биография
Джонни Орландо родился 24 января 2003 года в городе Миссиссога в провинции Онтарио, Канада. Его отец Дейл Винсент Орландо — юрист, а мать Мередит Орландо — домохозяйка. В детстве он интересовался музыкой и спортом.
Изначально Джонни прославился на YouTube. На декабрь 2015 года молодой певец накопил более 150 миллионов просмотров музыкальных видео — каверов на популярные хиты, а также его оригинальной музыки. Также появился в нескольких национальных рекламных роликах для таких брендов, как Cadbury Creme Egg и Nutella, и снялся в главной роли в нескольких сезонах Супер Том и Грамотеи. В декабре 2016 выйдет полнометражный мультфильм с его участием — «Баньян и малыш», в котором он озвучивает Трэвиса.

## Карьера
Джонни Орландо стал популярным благодаря своим видеороликам на YouTube. Число его подписчиков превышало миллион к сентябрю 2016 года . Особым успехом пользовались видео с кавер-версиями популярных хитов. Основой первого кавера стала композиция  Джастина Бибераа под названием «Mistletoe». Видеозапись стала популярной, причём не только среди фанатов Джастина Бибера, но и в среде простых пользователей, которые оценив талант ребенка попросили записать ещё несколько видеороликов в таком же стиле.
Так и началась творческая карьера Джонни Орландо. Вместе с сестрой они записывали каверы на известные песни. И вскоре музыкальные лейблы стали предлагать Орландо сотрудничество. В 2012 году Джонни выпустил свой первый сингл «Summertime», а в начале 2013 года вышла новая песня «Never Give Up», а также клип на неё.
В 2015 году выпустил свой дебютный альбом под названием «VXIIXI». Название альбома — это дата, когда Джонни зарегистрировался на YouTube (5 декабря 2011 года). В альбоме 4 оригинальные композиции «You and I», «Right by Your Side», «See the World» и «VXIIXI», в которых отражён творческий путь артиста, достижения и планы, а также благодарности поклонникам и близким за поддержку.
Летом 2016 года вышел сингл «Let Go», поднявшийся на первое место в чартах «iTunes». Джонни Орландо занял 18-е место в рейтинге «100 самых влиятельных лиц» Zefr Inc вместе с Джастином Бибером (16-е) и Кейси Найстатом (19-е) и получил свою первую номинацию «Teen Choice» в 2016 году. Кроме этого Джонни также появился в короткометражном фильме «Fading Light» в роли «Билли» и принял участие в озвучивании ролей в телевизионных сериалах «Магические желания» и «Spaced» . В 2016 был выдвинут в качестве кандидата на звание «Лучшей интернет-звезды». Кастинг проводил популярный в Америке молодёжный журнал.
В мае 2018 года Орландо подписал контракт с Universal Music Canada, и выпустил новый сингл «What If», записанный с Маккензи Зиглер («Dance Moms»). Затем последовали и другие синглы: «Day and Night», «Last Summer», «Waste My Time», «All These Parties», «Phobias», «See You» и «Everybody Wants You», который попал в канадский чарт Billboard.
15 марта 2019 года Орландо выпустил второй EP «Teenage Fever». В поддержку альбома он отправился в свой второй тур по Северной Америке (первым был Day & Night Tour с Маккензи Зиглер в 2017 году). В том же году он был номинирован на премию «Джуно» в номинации «Прорыв года», выиграл премию MTV Europe Music Awards в номинации «Лучший канадский исполнитель».
В конце июля 2020 года Орландо подписал контракт с MTV, а в октябре объявил, что его третий EP «It's Never Really Over», выйдет 23 октября 2020 года.
Джонни удалось «заразить» своим успехом членов своей семьи. Например, его младшая сестренка Лорен Орландо тоже решила стать ютубером, и даже добилась популярности в этой сфере.

## Дискография
- VXIIXI (2015)
- Teenage Fever (2019)
- It’s Never Really Over (2020)
- All the things that could go wrong (2022)
- The Ride (2023)

| Синглы                       | Синглы           |
| Название                     | Дата выхода      |
| ---------------------------- | ---------------- |
| Summertime                   | 3 августа 2012   |
| Never Give Up                | 13 февраля 2013  |
| Replay                       | 24 июля 2013     |
| Found My Girl                | 21 июля 2014     |
| Right By Your Side           | 2015             |
| You And I                    | 2015             |
| Let Go                       | 24 июня 2016     |
| Day & Night                  | 18 ноября 2016   |
| Missing You                  | 25 января 2017   |
| Thinking About You           | 8 декабря 2017   |
| Everything                   | 23 июня 2017.    |
| The Most                     | 30 октября 2017  |
| What If                      | 18 мая 2018      |
| Last Summer                  | 18 сентября 2018 |
| Sleep                        | 14 февраля 2019  |
| Piece of my Heart            | 2019             |
| Deep Down                    | 15 марта 2019    |
| Why                          | 2019             |
| Waste My Time                | 1 июня 2019      |
| Sleep                        | 2019             |
| All These Parties            | 20 сентября 2019 |
| Mistletoe                    | 29 ноября 2019   |
| Phobias                      | 21 февраля 2020  |
| Phobias (Remix)              | 2020             |
| See You                      | 8 мая 2020       |
| Everybody Wants You          | 9 сентября 2020  |
| Adelaide                     | 2020             |
| I Don't (with Dvbbs)         | 2021             |
| Daydream                     | 2021             |
| It's Alright                 | 2021             |
| You're Just Drunk            | 2021             |
| How Can It Be Christmas      | 2021             |
| Someone Will Love You Better | 2022             |
| Blur                         | 2022             |
| Fun Out of It (with Бени)    | 2022             |
| If He Wanted to He Would     | 2022             |
| Leave the light on           | 2022             |
| Coping (1621)                | 2022             |
| When I'm Gone                | 2023             |
| Boyfriend                    | 2023             |
| July                         | 2023             |
| A Man Like Me                | 2023             |
| Party for Two                | 2023             |

### Совместно
- Big Like You (2017) (Bunyan & Babe Soundtracks)
- Christmas Fever (2017) (with Bars And Melody)
- We Change The World (2017) (with Raina Harten)
- Keep On Trying (2018) (with Sylwia PrzyBysz)

## Фильмография
| Год       | Оригинальное название          | Русское название               | Роль               |
| --------- | ------------------------------ | ------------------------------ | ------------------ |
| 2014      | Super Why! (Season 3)          | Супер почему!                  | Уайатт Бинстолк    |
| 2017      | Bunyan and Babe                | Буньян и детка                 | Трэвис (озвучка)   |
| 2018      | Pinocchio                      | Пиноккио                       | Пиноккио (озвучка) |
| 2018-2020 | Total Eclipse                  | Полное затмение                | Сэм                |
| 2020      | The Substitute                 | Заменитель                     | камео              |
| 2020      | All That                       | Все это                        | камео              |
| 2020      | Group Chat with Annie & Jayden | Групповой чат с Энни и Джейден | камео              |

## Награды и номинации
| Премия                          | Год  | Категория                           | Номинант               | Результат | Ссылка |
| ------------------------------- | ---- | ----------------------------------- | ---------------------- | --------- | ------ |
| Джуно                           | 2019 | Артист года-прорыв                  | Джонни Орландо         | Номинация | [ 16 ] |
| Джуно                           | 2021 | Поп-альбом года                     | It's Never Really Over | Номинация | [ 17 ] |
| Nickelodeon Kids’ Choice Awards | 2017 | Любимый исполнитель вирусной музыки | Джонни Орландо         | Номинация | [ 18 ] |
| Nickelodeon Kids’ Choice Awards | 2018 | Любимый музыкальный автор YouTube   | Джонни Орландо         | Номинация | [ 19 ] |
| Nickelodeon Kids’ Choice Awards | 2020 | Любимая звезда социальной музыки    | Джонни Орландо         | Номинация | [ 20 ] |
| Nickelodeon Kids’ Choice Awards | 2022 | Любимая звезда социальной музыки    | Джонни Орландо         | Номинация | [ 21 ] |
| MTV Europe Music Awards         | 2019 | Лучший канадский исполнитель        | Джонни Орландо         | Победа    | [ 22 ] |
| MTV Europe Music Awards         | 2020 | Лучший канадский исполнитель        | Джонни Орландо         | Победа    | [ 23 ] |
| MTV Europe Music Awards         | 2021 | Лучший канадский исполнитель        | Джонни Орландо         | Победа    | [ 24 ] |
| MTV Europe Music Awards         | 2022 | Лучший канадский исполнитель        | Джонни Орландо         | Победа    | [ 25 ] |
| Teen Choice Awards              | 2016 | Лучшая музыкальная веб-звезда       | Джонни Орландо         | Номинация | [ 26 ] |
| Teen Choice Awards              | 2019 | Лучшая музыкальная веб-звезда       | Джонни Орландо         | Номинация | [ 27 ] |